# Dagsburg
Dagsburg fou un comtat del Sacre Imperi, a Alsàcia (Baixa Alsàcia), avui a França, on la ciutat es coneix amb el nom de Dabo.
En els temps de Carlemany va pertànyer als comtes de Nordgau i estava format pel Sargau superior. Comtes documentats són Hug III (vers 900) i Eberard IV (fill de l'anterior, comte vers 934/940) de la Baixa Alsàcia (Nordgau). Va seguir el seu fill Hug IV comte de la Baixa Alsàcia i comte d'Egisheim (972-984) al que va succeir a Egisheim el seu germà Gerard I (984-1009). El fill d'Hug IV, Eberard V, fou comte de Nordgau (972-999) però va renunciar i va donar la Baixa Alsàcia (Nordgau) al seu fill Hug V però es va reservar Dagsburg i es va casar amb dues hereves del comtat de Metz i es diu que fou comte de Metz però no consta a la llista. Hug V consta com a comte de Nordgau i a l'alta Lorena (984-1049).
El comtat de Dagsburg el va heretar una filla d'Eberard que es va casar amb el cavaller Lluís de Dagsburg. A aquest el va succeir una filla, Heilwig, que es va casar vers el 1000 amb el comte Hug V d'Egisheim, mort el 1049. El fill Hug VI fou comte hereu de Dagsburg i va morir vers 1046/1049 (potser vers 1047) i l'herència va passar al fill d'aquest Enric que hauria mort el 1050 o el 1065. Els següents passos són molt complexes, ja que existeixen dues versions de la successió. Enric hauria deixat un fill, Hug VII, que el va succeir a Dagsburg i fou assassinat a Niedersasbach el 5 de setembre de 1089. Segons Medieval Lands (Fundació per la Genealogia Medieval, ciitada a les referències) l'hauria succeït la seva germana Heilwig casada amb Albert II de Moha (1089-1098) i a la mort d'Albert, Gerard, que seria germà d'Hug VII i havia rebut el comtat d'Egesheim. És molt improbable que havent-hi un germà viu la germana hagués heretat el comtat i, per tant, cal descartar aquesta successió que en tot cas s'hauria produït el 1089; en aquest cas, mort Gerard III vers 1098, hauria entrat la seva germana, que llavors ja era vídua d'Albert II de Moha. El més probable és que Gerard III tingui un altre origen (vegeu comtat d'Egesheim) i de fet hauria mort molt abans del 1089 i del 1098 i, per tant, a la mort d'Hug VII hauria entrat la germana Heilwig (1089).
A partir d'aqui la successió ja fou regular. El fill Enric Hug fou comte de Dagsburg i Moha. Va seguir Enric Hug II i després Albert (III de Moha i II de Dagsburg). Aquest va morir el 1212 sense fills mascles vius, i l'herència es va repartir:
- Enric de Brabant (nebot i hereu testamentari) va rebre Moha.
- Gertrud, la filla d'Albert, es va casar en primeres noces amb Tibald I de Lorena però el matrimoni va acabar el 1215; en segones noces el 1220 (al morir Tibald) amb el comte Teobald IV de Xampanya, sent repudiada el 1222, i finalment en terceres noces el 1224 amb Simó de Leiningen, fill de Frederic II de Leiningen. Gertrud va morir el 1225 i el seu marit va administrar el comtat i va adquirir els drets als pretendents; a la mort de Simó els drets foren transferits al seu germà Frederic i el 1243 es van repartir tots els dominis amb el seu germà Emic, i Dagsburg va desaparèixer com entitat separada.

## Llista de comtes

### Dinastia dels Eticònides
- Eberard IV, comte de la Baixa Alsàcia (Nordgau) vers 934/940-970 (fill), renuncia vers 970 però es reserva Dagsburg.
- Filla, casada amb Lluís de Dagsburg vers 970- després del 1000
- Heilwig, filla, casada amb Hug V d'Egisheim ?-1049
- Hug VI d'Egisheim, comte hereu de Dagsburg + vers 1046/1049
- Enric 1049-1050/1065
- Hug VII 1050/1065-1089
- Gerard III d'Egisheim 1089-? (germà o cosí), unió de Dagsburg i Egisheim
- Heilwig 1098-?, casada el 1089 amb Albert II de Moha (germana d'Hug i/o filla de Gerard III)
- Enric Hug I(fill) ?-1037 de Moha i Dagsburg
- Enric Hug II 1037-1178 (fill) de Moha i Dagsburg
- Albert 1178-1212 (fill) de Moha i Dagsburg

Vegeu comtat d'Egisheim i comtat de Leiningen